# Нобору Шимура
Нобору Шимура (јап. 志村謄; Уагадугу, 11. март 1993) јапански је фудбалер. Висок је 178 центиметара и игра у везном реду.

## Каријера

### Прва лига Црне Горе
Почетком 2015. године, Шимура у Црну Гору стигао из екипе свог универзитета у Јапану. Тада је најпре наступио екипи Берана, за коју је током другог дела сезоне 2014/15. забележио 11 наступа у Првој лиги Црне Горе. Лета исте године прешао је у Морнар из Бара. Током наредне сезоне одиграо је укупно 35 утакмица у лиги и купу Црне Горе, а свој једини гол за састав Морнара постигао је 20. новембра 2015. године у победи над екипом Зете. Средином 2016. напустио је Морнар и прешао у которски Бокељ, али је и овај клуб напустио недуго затим, без званичног наступа. Касније, исте године, приступио је фудбалском клубу Сутјеска из Никшића. За овај клуб наступио је укупно 38 пута, постигавши два поготка, по један у оба такмичења под окриљем Фудбалског савеза Црне Горе. Након освајања купа Црне Горе за сезону 2016/17, Шимура је напустио екипу Сутјеске.

### Спартак Суботица
Након неколико сезона проведених у Првој лиги Црне Горе, Шимура је лета 2017. приступио Спартаку из Суботице, потписавши трогодишњи професионални уговор са клубом. Свој дебитантски наступ у Суперлиги Србије, Шимура је остварио 22. јула 2017. године, у оквиру првог кола сезоне 2017/18. Том приликом уписао је асистенцију у победи од 2-1 над екипом Бачке из Бачке Паланке. На тај начин је постао први Јапанац у историји Спартака. Свој први погодак за овај клуб Шимура је постигао 14. октобра 2017, на гостовању екипи Рада, да би други погодак постигао 18. марта наредне године против истог ривала на градском стадиону у Суботици.

## Статистика

#### Клупска
Ажурирано 19. септембра 2021.
|                            |          |                     |     |    |    |   |   |   |   |   |     |    |  |  |
| Беране                     | 2014/15. | Прва лига Црне Горе | 11  | 0  | —  | — | — | — | — | — | 11  | 0  |  |  |
|                            |          |                     |     |    |    |   |   |   |   |   |     |    |  |  |
| Морнар Бар                 | 2015/16. | Прва лига Црне Горе | 30  | 1  | 5  | 0 | — | — | — | — | 35  | 1  |  |  |
|                            |          |                     |     |    |    |   |   |   |   |   |     |    |  |  |
| Бокељ                      | 2016/17. | Прва лига Црне Горе | —   | —  | —  | — | 0 | 0 | — | — | 0   | 0  |  |  |
|                            |          |                     |     |    |    |   |   |   |   |   |     |    |  |  |
| Сутјеска Никшић            | 2016/17. | Прва лига Црне Горе | 31  | 1  | 7  | 1 | — | — | — | — | 38  | 2  |  |  |
|                            |          |                     |     |    |    |   |   |   |   |   |     |    |  |  |
| Спартак Суботица           | 2017/18. | Суперлига Србије    | 34  | 3  | 1  | 0 | — | — | — | — | 35  | 3  |  |  |
| Спартак Суботица           | 2018/19. | Суперлига Србије    | 18  | 1  | 2  | 0 | 6 | 0 | — | — | 26  | 1  |  |  |
|                            |          |                     |     |    |    |   |   |   |   |   |     |    |  |  |
| Мачида зелвија (позајмица) | 2019.    | Џеј 2 лига          | 2   | 0  | 1  | 0 | — | — | — | — | 3   | 0  |  |  |
|                            |          |                     |     |    |    |   |   |   |   |   |     |    |  |  |
| Спартак Суботица           | 2019/20. | Суперлига Србије    | 0   | 0  | 0  | 0 | — | — | — | — | 0   | 0  |  |  |
| Спартак Суботица           | 2020/21. | Суперлига Србије    | 34  | 5  | 2  | 1 | — | — | — | — | 36  | 6  |  |  |
| Спартак Суботица           | 2021/22. | Суперлига Србије    | 7   | 0  | 0  | 0 | — | — | — | — | 7   | 0  |  |  |
| Спартак Суботица           | Укупно   | Укупно              | 93  | 9  | 5  | 1 | 6 | 0 | — | — | 104 | 10 |  |  |
|                            |          |                     |     |    |    |   |   |   |   |   |     |    |  |  |
| Каријера                   | Каријера | Каријера            | 167 | 11 | 18 | 2 | 6 | 0 | — | — | 191 | 13 |  |  |

## Трофеји
- Куп Црне Горе: 2016/17.[6]